# Marzio Scholten

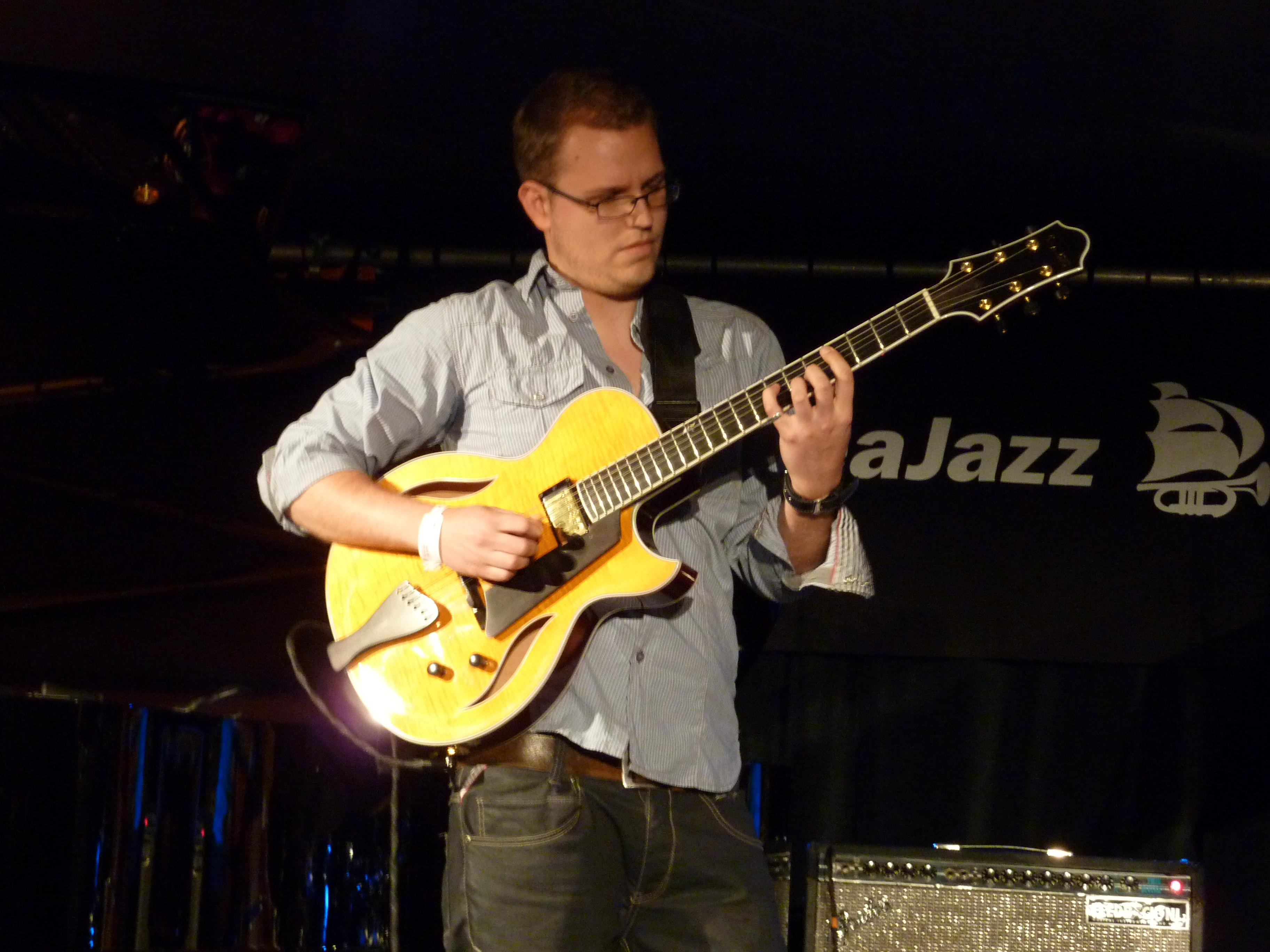
Marzio Scholten op North Sea Jazz Festival, 2009

Marzio Scholten (Granollers (Spanje), 17 juni 1982) is een gitarist en componist, die voornamelijk actief is in de instrumentale muziekscene. Zijn stijl reikt van jazz, via indie-rock tot aan Americana (folk/country/blues). Zijn muziek en gitaarspel is te horen onder diverse films en documentaires. Ook heeft hij opgetreden in Paradiso, Bimhuis en op North Sea Jazz. 
In 2006 studeerde hij af aan het Conservatorium van Amsterdam. Twee jaar na zijn studie kwam hij met een goed ontvangen debuutalbum Motherland, wat hem een nominatie voor een Deloitte Jazz Award opleverde. In totaal heeft hij zes albums uitgebracht, welke alle lovend ontvangen zijn. In 2011 ontving hij een eervolle vermelding in de International Songwriting Competition in de categorie "Jazz" met The King Is Dead (Long Live The King).

## Discografie
- Motherland (2008)
- World of Thought (2010)
- Voids, Echoes and Whispers (2012)
- Garage Moi (2013)
- Here Comes A Riot (2015)
- Hymn - single - (2016)
- We Never Left Town (2017)
- A Real Life Photograph (Vol.1) - ep - (2018)